# Noxapater
Noxapater város az Amerikai Egyesült Államok Mississippi államában, Winston megyében. Lakosainak száma 390 fő (2020. április 1.).

## Népesség
A település népességének változása:

| 2010 | 472 |
| 2020 | 390 |